# 開元寺派
開元寺派是台灣佛教法脈之一，始於日治時代，亦有將四大法脈加上本派合稱五大法脈。本山是台南開元寺。

## 沿革
開元寺派始於台灣日治時期，在得圓法師擔任住持時形成，和月眉山派、觀音山派、法雲寺派、大崗山派並稱台灣佛教五大法脈，之後加入臨濟宗妙心寺派。

## 派下一覽
- 台南開元寺
- 虎尾寺
- 台南竹溪寺
- 佳里善行寺
- 新化接天寺
- 打鼓巖元亨寺
- 美濃朝元寺

## 外部連結
- 開元寺官方網站